# Katterug
De Katterug (brug nr. 1935) is een brug over de Hugo de Grootgracht in Amsterdam-West. De brug verbindt het voet- en fietspad in aansluiting op de Van Reigersbergenstraat en de Hugo de Grootkade met het Bilderdijkpark, en ligt in het verlengde van de Bilderdijkkade.
De brug heeft haar naam te danken aan haar nogal steile helling en profiel, die een beetje aan de rug van een boze kat doen denken. Daar de brug voor de spellinghervorming van 1996 is gebouwd, heeft de naam geen tussen-n gekregen.
De huidige brug is de tweede met deze naam. De eerste brug was zo hoog dat deze moeilijk te gebruiken was voor fietsers of mensen in een rolstoel. De toen nog verschillende stadsdelen Oud-West en Westerpark hebben dit probleem opgelost met de vervanging door een nieuwe, beter toegankelijke brug. Door de portefeuillehouders van de toenmalige stadsdelen is de brug samen met leerlingen van een basisschool en bewoners van een verzorgingshuis in gebruik genomen.
Ten behoeve van de woonboten die in dit stuk van de Hugo de Grootgracht liggen is het middenstuk van deze brug uitneembaar; er bevinden zich vier hijsogen die aan het brugdek vastgelast zijn, mocht er noodzaak zijn een boot te verplaatsen kan dit deel met een kraan eenvoudig opgetild worden. De eerstvolgende brug, Brug 7, is vast uitgevoerd.

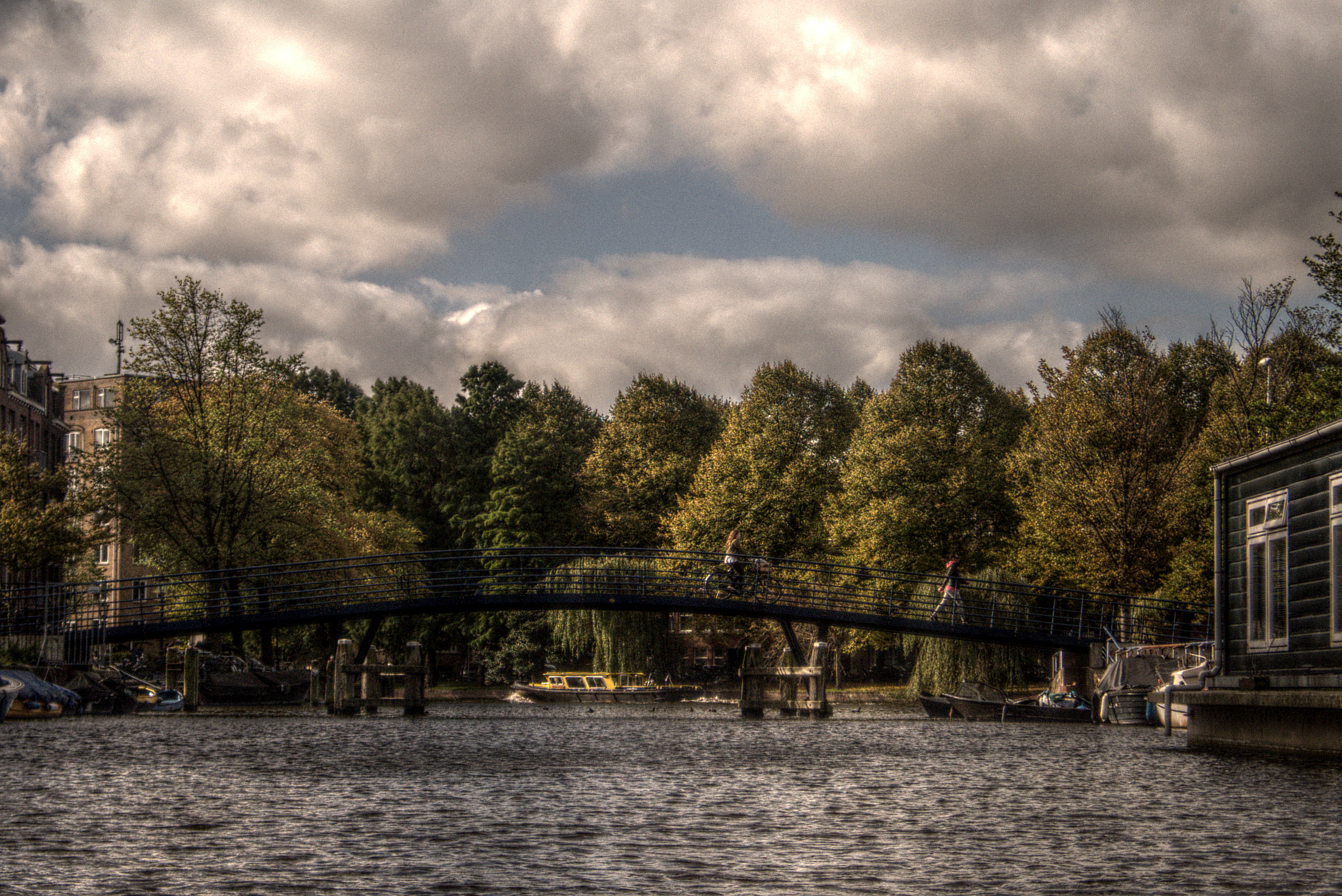
De Katterug, een brug in over de Hugo de Grootgracht gezien naar de Kostverlorenvaart. Oktober 2013

Vanaf de brug gezien is er naar het westen een uitzicht in de richting van de punt van de Kop van Jut op een viersprong van waterwegen, de Hugo de Grootgracht, Bilderdijkgracht, Kostverlorenvaart en het Westelijk Marktkanaal.